# ヴェンデッタ (駆逐艦・初代)
ヴェンデッタ (HMS Vendetta, FA3/F29/D69、HMAS Vendetta, D69/I69) は、イギリス海軍の駆逐艦。V級。後にオーストラリア海軍の駆逐艦ヴェンデッタ (HMAS Vendetta) となった。艦名の「ヴェンデッタ」（Vendetta）は（幾代にわたる2族間の血みどろの）復讐の意。

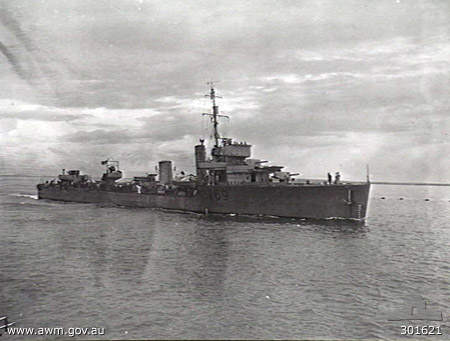
ヴェンデッタ（1943年2月）

## 艦歴
スコットランド、ガバンのフェアフィールド社で1916年11月25日に起工。1917年9月3日に進水し、1917年10月17日に竣工してイギリス海軍に就役した。
就役後、「ヴェンデッタ」は第13駆逐艦戦隊に編入された。1917年11月初め、「ヴェンデッタ」はカテガット海峡で行動中のドイツ掃海艇に対して発砲した。11月17日、第2次ヘリゴランド・バイト海戦に参加。12月5日、「ヴェンデッタ」は触雷沈没した軽巡洋艦「カサンドラ」乗員の大半を救助した。1918年にはバルト海でのボリシェヴィキに対する作戦に参加し、ロシア駆逐艦「Spartak」を座礁に追い込んだり、駆逐艦「Lennuk」の捕獲を支援したりした（タリン沖海戦）。
第一次世界大戦終結後、「ヴェンデッタ」は解体するドイツ潜水艦をスカパ・フローから曳航した。1923年にはバルト海でエストニア海軍とともに活動し、1924年から1933年までは地中海に配備された。1924年はJeddah War中のイギリス権益保護のため哨戒活動を行った。1925年3月、王室の地中海への旅行の際、「ヴェンデッタ」は王室ヨット「ヴィクトリア・アンド・アルバート」の護衛を行った。

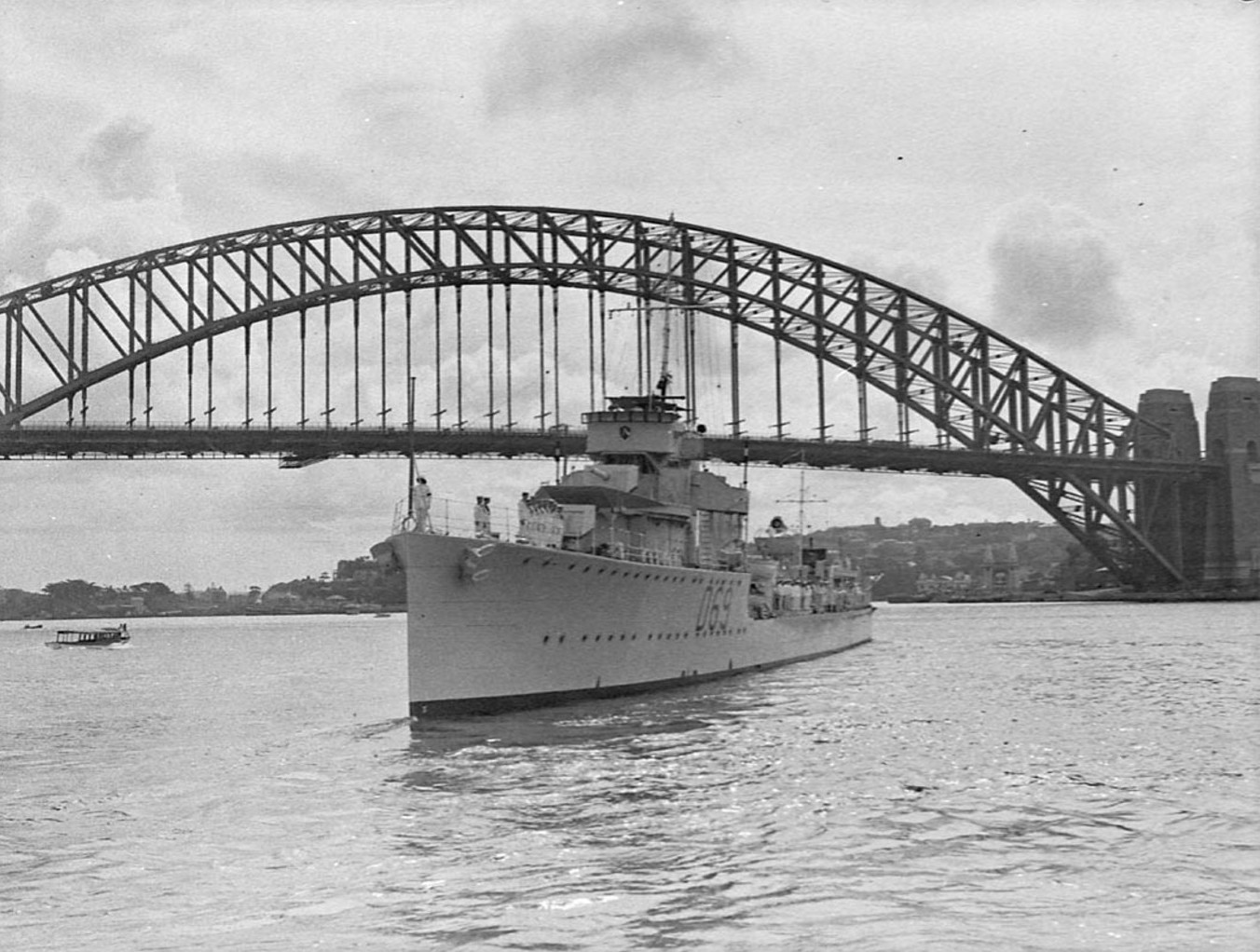
首相ジョゼフ・ライオンズの遺体を乗せるためシドニー港に入港した「ヴェンデッタ」

1933年、イギリス海軍本部はオーストラリア海軍に貸与している5隻のS級駆逐艦をより性能のよい（ただし少し古い）駆逐艦に置き換えることを決定した。「ヴェンデッタ」はその一隻に選ばれ、1933年10月11日にポーツマスでオーストラリア海軍に就役した。1933年末にオーストラリアに到着し、1934年1月31日に予備役となった。10月10日に再就役したが、1938年6月1日に再び予備役となった。新たな戦争の可能性が高まってくると、1938年9月29日に「ヴェンデッタ」は再就役した。1939年4月、「ヴェンデッタ」は首相ジョゼフ・ライオンズの遺体をシドニーから埋葬場所のタスマニア州デボンポートまで運んだ
第二次世界大戦勃発後の1939年10月に「ヴェンデッタ」は他のオーストラリア駆逐艦4隻とともに地中海へ配備された。1940年5月、「ヴェンデッタ」は修理のためマルタでドック入りした。8月18日、バルディア砲撃に参加。10月11日から11月9日まで機関の問題のためマルタでドック入り。1941年1月3日に2度目のバルディア砲撃に参加し、バルディアが連合国軍に占領されるとリビア沿岸での哨戒に従事した。
3月、ギリシャへの増援作戦（ラスター作戦）に参加。3月27日、マタパン岬沖海戦に参加。4月にはギリシャからの撤退作戦（デーモン作戦）に、5月にはクレタ島からの撤退作戦に参加した。5月末から8月初めまで、トブルクへの輸送任務に従事。7月10日から11日の夜、「ヴェンデッタ」と「ディフェンダー」はトブルクから戻る途中爆撃を受けて「ディフェンダー」が損傷。「ヴェンデッタ」は「ディフェンダー」から兵士や装備品を移動させ、「ディフェンダー」をアレクサンドリアまで曳航しようとした。しかし、「ディフェンダー」を救うのは不可能だと判断されその乗員を収容後、「ヴェンデッタ」は魚雷を撃ち込んだ。
機関の修理が必要となっていた「ヴェンデッタ」は10月20日にアレクサンドリアを発ち、アデン、ボンベイを経て11月12日にシンガポールに到着。ボイラーや推進システムは取り外され、砲も降ろされた。
12月8日に日本軍によるシンガポール空襲後、「ヴェンデッタ」の対空兵装は取り外され造船所の防衛強化に使用された。
1942年2月2日に「ヴェンデッタ」は曳船「St Just」に曳かれて出港し、沖に出たところで「ヴェンデッタ」の曳航は駆逐艦「ストロングホールド」に交代した。駆逐艦「エレクトラ」に護衛された2隻は翌日繰り返し空襲を受けるも被弾はしなかった。2月4日、パレンバンに到着。続いて「ヴェンデッタ」はスループ「ヤラ」に曳航されてバタビアへ向かい、2月10日に着いた。2月17日までバタビアにとどまった後、今度は中国で建造された川船である「Ping Wo」に曳航され、「ヤラ」、次いで軽巡洋艦「アデレード」に護衛されて平均3ノットで航行し、フリーマントルに3月3日に到着。そこからさらにウィリアムズタウン工廠へと曳航されていった。初めは「Ping Wo」が曳航したがルーウィン岬で機関が故障したためBritish Phosphate Commissionの貨物船が引き継ぎ、コルベット「ホワイアラ」が護衛した。4月15日にメルボルンに到着、改修工事の大半がウィリアムズで完了するとヴェンデッタは9月29日にシドニーへ向け出航し、そこで12月に改修は完了した。
長期間の改修で「ヴェンデッタ」は護衛任務専用の艦となり、防空能力が強化された。1943年から1945年の間、「ヴェンデッタ」はオーストラリアやビューギニアで船団護衛や輸送任務に従事した。
「ヴェンデッタ」は1945年10月3日にシドニーに到着し、11月27日に解役。1946年3月20日、解体のためPenguins Propriety Limitedに売却。有用なものが取り除かれた後、船体は1948年7月2日にシドニー沖に沈められた。

## 栄典
「ヴェンデッタ」は生涯で合計7個の戦闘名誉章（Battle honours）を受章した。
Libya 1940–41・Matapan 1941・Greece 1941・Crete 1941・Mediterranean 1941・Pacific 1941–43・New Guinea 1943–44